# Castillonroy
Castillonroy (also called Castellonroi) là một đô thị trong tỉnh Huesca, Aragon, Tây Ban Nha. Theo điều tra dân số 2004 (INE), đô thị này có dân số là 410 người.
Đô thị này có hai tên chính thức: Castillonroy và Castellonroi.